# (35348) 1997 JO18
1997 جاي أو 18 (ويعرف أيضًا باسم (35348) 1997 جاي أو 18 وفق تسمية الكوكب الصغير) (بالإنجليزية: 1997 JO18)‏ هو كويكب ضمن حزام الكويكبات؛ وترتيبه 35348 من حيث الاكتشاف.
اكتُشف هذا الجُرم الفلكي بواسطة Terry Handley ‏ في 8 مايو 1997.

## وصلات خارجية
- (35348) 1997 JO18 في قاعدة بيانات مختبر الدفع النفاث لأجرام النظام الشمسي الصغيرة

- الاكتشاف · مخطط المدار ·  العناصر المدارية · المعلمات المادية

- (35348) 1997 JO18 على موقع ويكي سكاي: DSS2, SDSS, GALEX, IRAS, Hydrogen α, X-Ray, Astrophoto, Sky Map, Articles and images